# Masset (British Columbia)
|                       | Jan  | Feb  | Mär  | Apr  | Mai  | Jun  | Jul  | Aug  | Sep  | Okt  | Nov  | Dez  |   |       |
| Mittl. Tagesmax. (°C) | 5,4  | 6,2  | 7,9  | 10,4 | 13,0 | 16,2 | 18,2 | 19,0 | 16,5 | 12,0 | 7,8  | 5,4  | ⌀ | 11,5  |
| Mittl. Tagesmin. (°C) | 0,8  | 0,7  | 1,3  | 2,6  | 5,1  | 8,2  | 10,6 | 10,9 | 8,8  | 5,7  | 2,1  | 0,9  | ⌀ | 4,8   |
|                       |      |      |      |      |      |      |      |      |      |      |      |      |   |       |
| Niederschlag (mm)     | 52,1 | 37,8 | 28,0 | 30,2 | 26,6 | 25,9 | 26,8 | 42,0 | 51,3 | 62,7 | 64,2 | 61,6 | Σ | 509,2 |

| 0,8 |

| 0,7 |

| 1,3 |

| 2,6 |

| 5,1 |

| 8,2 |

| 10,6 |

| 10,9 |

| 8,8 |

| 5,7 |

| 2,1 |

| 0,9 |

| 0,8 |

| 0,7 |

| 1,3 |

| 2,6 |

| 5,1 |

| 8,2 |

| 10,6 |

| 10,9 |

| 8,8 |

| 5,7 |

| 2,1 |

| 0,9 |

Masset ist ein Dorf (Village) im nordwestlichen British Columbia, Kanada. Es liegt auf Graham Island, im North Coast Regional District und ist einer der Siedlungsschwerpunkte auf der Insel. Bei Masset mündet der Masset Inlet in den Dixon Entrance, einer pazifischen Meerenge zwischen Kanada und den Vereinigten Staaten von Amerika.
Westlich der Siedlung liegt der nördliche Zugang zum Naikoon Provincial Park, während 20 km südlich der Pure Lake Provincial Park liegt.

## Geschichte
Ursprünglich hieß die Ansiedlung Graham City, wurde bald aber New Masset umbenannt, in Abgrenzung zum Haida-Dorf Old Masset. Die Haida siedeln hier schon lange bevor mit Juan Hernández im Jahr 1774 und James Cook im Jahr 1778 die ersten Europäer die Inselgruppe erkundeten. Masset ist die älteste von Europäern gegründete Gemeinde auf der Insel.
Die Zuerkennung der kommunalen Selbstverwaltung für die Gemeinde erfolgte am 11. Mai 1961 (incorporated als Village Municipality).

## Demographie
Der Zensus im Jahr 2011 ergab für die Gemeinde eine Bevölkerungszahl von 884 Einwohnern. Die Bevölkerung nahm dabei im Vergleich zum letzten Zensus im Jahr 2006 um 6,0 % ab, während die Bevölkerung in der Provinz British Columbia gleichzeitig um 7,0 % anwuchs. Das Medianalter der Bevölkerung liegt hier bei 41,4 Jahren und damit leicht über dem Provinzschnitt von 39,9 Jahren.

## Verkehr
Masset liegt am British Columbia Highway 16, welcher hier auch der westliche Abschnitt des Yellowhead Highway ist.
Nordöstlich von Masset befindet sich der örtliche Flugplatz, der Masset Municipal Airport (IATA-Code: ZMT, ICAO-Code: CZMT, Transport Canada Identifier: -). Der Flugplatz verfügt nur über eine kurze asphaltierte Start- und Landebahn von 1.500 Meter Länge.